# Bedford, Iowa
Bedford là một thành phố thuộc quận Taylor, tiểu bang Iowa, Hoa Kỳ. Năm 2010, dân số của thành phố này là 1440 người.

## Dân số
Dân số qua các năm:
- Năm 2000: 1620 người.
- Năm 2010: 1440 người.